# Nhóm Phiên dịch Các giờ kinh Phụng vụ

Biểu trưng

Nhóm Phiên dịch Các Giờ Kinh Phụng vụ là một nhóm dịch giả Kinh Thánh sang tiếng Việt. Nhóm này được thành lập vào năm 1971 theo tinh thần Hiến Chế Dei Verbum ("Lời Thiên Chúa về Mặc khải") của Công đồng Vatican II - Giáo hội Công giáo ban hành năm 1965. Nhóm bao gồm nhiều linh mục (dòng, triều), tu sĩ và giáo dân Công giáo với những khả năng chuyên môn khác nhau: Kinh Thánh, thần học, phụng vụ, mục vụ, thánh ca, văn chương... Hai công trình phiên dịch to lớn của nhóm đó là bộ Các Giờ Kinh Phụng Vụ và cuốn Kinh Thánh (Tân Ước và Cựu Ước) và được xem là bản Kinh Thánh tiếng Việt được phổ biến rộng rãi trong cộng đồng người Công giáo Việt Nam.

## Các ấn bản đã dịch thuật[2]
Dưới dạng sách in:
1. 1972: Các giờ kinh: Phần Thường Niên Tuần I
2. 1973: Tuần II
3. 1975: Tuần I, II, III và IV

Dưới dạng sách quay rô-nê-ô 
1. 1975: Mùa Vọng & Mùa Giáng Sinh
2. 1976: Nghi thức Thánh lễ Mùa Chay & Mùa Phục Sinh
3. 1977: Phần chung & Lễ riêng nghi thức Tuần Thánh
4. 1979: Các bài đọc trong Thánh Lễ: Chúa Nhật & Đại Lễ
5. 1980: Nghi thức Hôn Phối
6. 1982: Các lời nguyện sau Thánh Vịnh
7. 1983: Nghi thức an táng
8. 1985: Tân Ước
9. 1986: Ngũ Thư
10. 1987: Lịch sử I

Dưới dạng sách in trở lại (được phép kể từ sau năm 1975):
1. 1990: Các giờ kinh phụng vụ
2. 1993-1995: Các Bài đọc giờ Kinh Sách
3. 1996: Các sách Ngôn Sứ
4. 1988: Các sách Giáo Huấn, Ngũ Thư, Kinh Thánh trọn bộ với dẫn nhập và chú thích đơn giản
5. 1999-2000: Các bài đọc trong Thánh Lễ dưới dạng photo (mãi đến năm 2009 mới in 2 màu)
6. 2002: Lời Chúa trong Thánh lễ
7. 2003: Lời Chúa cho người khiếm thị: Bốn sách Tin Mừng, Sách Công vụ Tông đồ, các Thánh Vịnh, Lời Chúa trong Thánh Lễ
8. 2004: Đối chiếu bốn sách Tin Mừng
9. 2005: Lời Chúa cho mọi người: Tân Ước
10. 2006: Lời Chúa cho mọi người: Kinh Thánh trọn bộ
11. 2007: Kể chuyện Kinh Thánh cho trẻ em (từ 6-9 tuổi) và cho thiếu niên (từ 10-15 tuổi)
12. 2008: Đọc Tin Mừng Chúa Nhật theo Lectio Divina năm B
13. 2009: Tân Ước hiệu đính (bản dịch để học hỏi), Đọc Tin Mừng Chúa Nhật theo Lectio Divina năm C
14. 2010: Đọc Tin Mừng Chúa Nhật theo Lectio Divina năm A – Ngũ Thư (bản dịch để học hỏi)
15. 2011: Kinh Thánh ấn bản 2011

Hiện tại, nhóm vẫn đang dịch cho hoàn thiện bản dịch KPB (2021), bản dịch Kinh Thánh thứ hai song hành với bản thứ nhất KPA, bản này dùng để học hỏi và nghiên cứu vì bản dịch này dịch sát nghĩa nguyên văn và không viết theo kiểu văn Việt Nam. 